# Bezweringen
Bezweringen (Engels: Charms) (in de eerdere boeken ook aangeduid met Spreuken en Bezweringen) is in de boekenreeks rond Harry Potter van de Engelse schrijfster J.K. Rowling een schoolvak dat wordt gegeven op Zweinstein, de school waar Harry Potter les krijgt in magie.
Het vak wordt gegeven door professor Filius Banning. Er worden spreuken en bezweringen behandeld die met name gericht zijn op het dagelijks leven van de heks en tovenaar. Voorbeelden van spreuken die bij dit vak aangeleerd worden en die veel aan bod komen in de boeken zijn Wingardium Leviosa, een spreuk om objecten te laten zweven, en de Sommeerspreuk Accio, een spreuk waarmee men voorwerpen naar zich toe kan laten vliegen.